# 迪歐 (剛鐸宰相)
迪歐（Dior），是英國作家約翰·羅納德·瑞爾·托爾金（J.R.R. Tolkien）的史詩式奇幻說《魔戒三部曲》中的虛構人物。
他是剛鐸（Gondor）的宰相和第九任攝政王（Ruling Steward）。

## 名字
迪歐（Dior）一名來自辛達語，名字與第一紀元的多瑞亞斯半精靈國王相同，意思是「繼承者」Successor。

## 總覽
迪歐是剛鐸的登丹人（Dúnedain）。他屬於胡林家族（House of Húrin），父親是剛鐸宰相及第八任攝政王巴拉漢（Barahir）。他有一位姊妹，名為瑞安（Rían）。不清楚他的婚姻狀況，因為他沒有任何後裔。
他是第九任剛鐸攝政王，兼任剛鐸的宰相（Steward）。在迪歐任內剛鐸繼續處於和平時期，沒有發生任何大事，他也沒有立下任何功績。迪歐是第一位沒有任何後裔的攝政王。
他生於第三紀元2328年，死於2435年，享年107歲。

## 生平
迪歐生於第三紀元2328年，大概是在米那斯提力斯（Minas Tirith）出生。2412年，他的父親巴拉漢去世，由迪歐繼位。
第三紀元2435年，迪歐去世，結束23年的統治，由他的姪子、瑞安的兒子迪耐瑟（Denethor）繼位。

## 資料來源
1. 1 2 3  《中土世界的歷史》 Vol.12《中土世界的民族》 "The Heirs of Elendil"
2. ↑  Thain's Book: Dior 的存檔，存档日期2011-10-16.
3. 1 2 3 4  《魔戒三部曲》 2001年 聯經初版翻譯 附錄一帝王本紀及年表

| 前任： 巴拉漢 | 剛鐸宰相及攝政王 | 繼任： 迪耐瑟一世 |